# لوك بولتون
لوك بولتون (بالإنجليزية: Luke Bolton)‏ هو لاعب كرة قدم بريطاني في مركز نصف الجناح، ولد في 7 أكتوبر 1999 في ستوكبورت في المملكة المتحدة. لعب مع مانشستر سيتي.

## وصلات خارجية
- لوك بولتون على موقع قاعدة بيانات كرة القدم.إي يو (الإنجليزية)
- لوك بولتون على موقع Soccerbase.com (لاعب) (الإنجليزية)
- لوك بولتون على موقع Soccerway.com (الإنجليزية)
- لوك بولتون على موقع عالم كرة القدم.نت (الإنجليزية)